# Santa Maria Maggiore, Florens

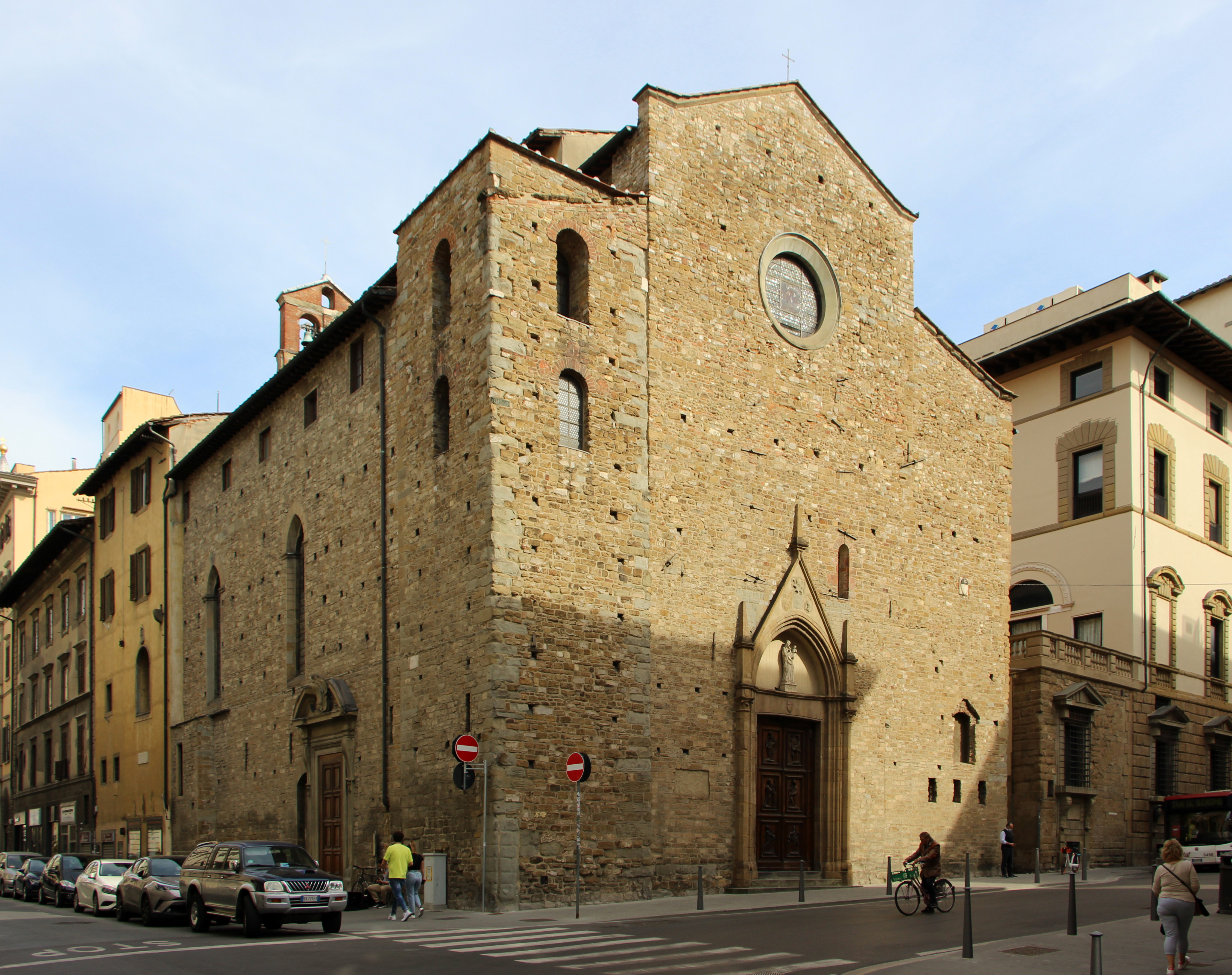
Fasaden på Santa Maria Maggiore di Firenze

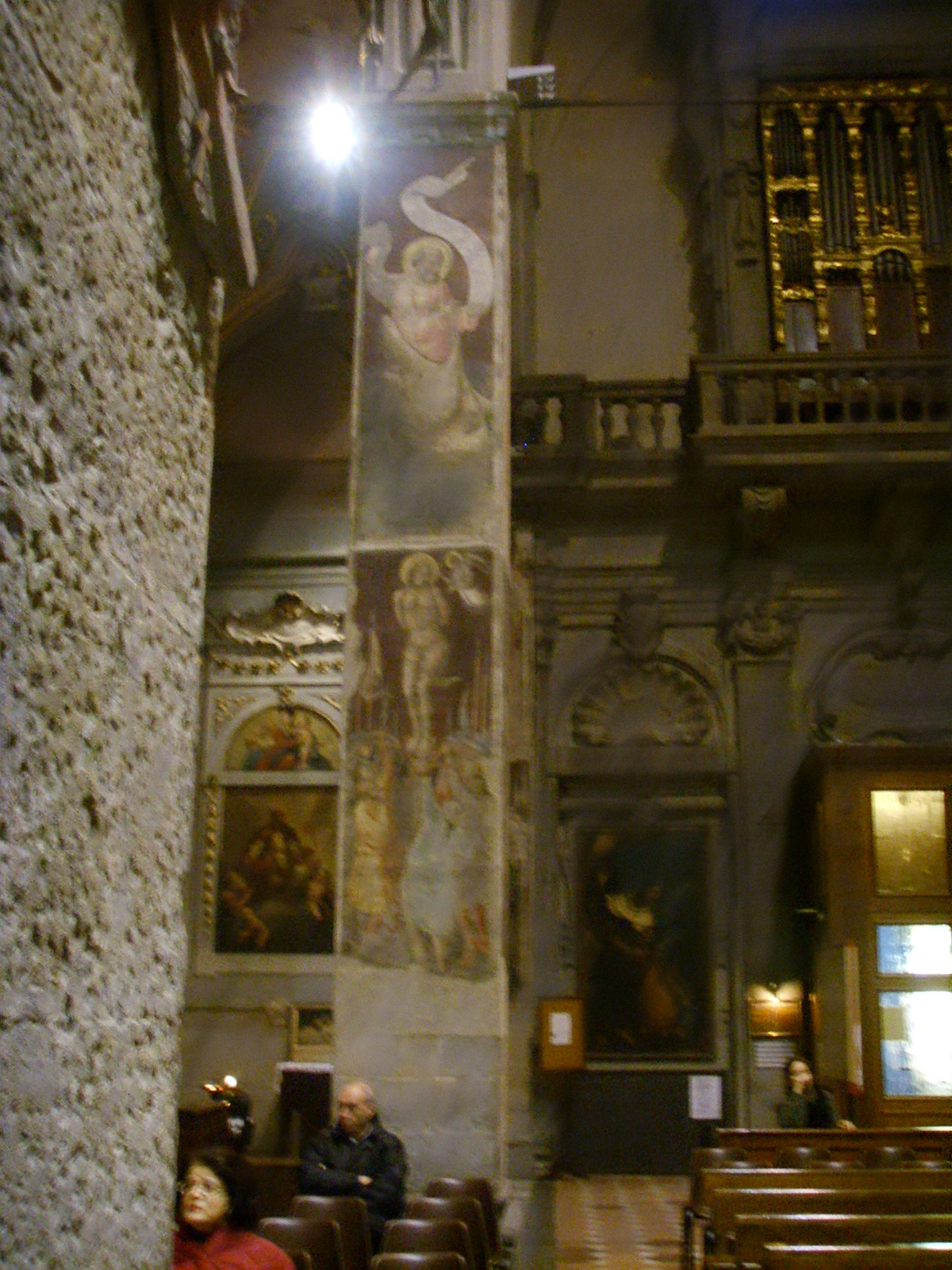
Frescoed pilaster in the rear area.

Santa Maria Maggiore di Firenze är en romersk-katolsk kyrka i romansk och gotisk stil i Florens, regionen Toscana, Italien. Den är bland de äldsta bevarade kyrkorna i Florens.

## Historik
Kyrkan byggdes ursprungligen på 1000-talet och genomgick en omfattande ombyggnad på 1200-talet.  
Den ursprungliga kyrkan existerade redan på 800-talet och dokumenterades första gången 931. Legenden som tilldelar påven Pelagius II dess grundande år 580 e.Kr. är inte tillförlitlig.
År 1176 fick den status som kollegial kyrka och var en av Florens priori. Kyrkan utökade därefter sina ägor och 1183 sattes den under påvligt direkt skydd av Lucius III, vilket den behöll under det följande århundradet. Kyrkan, som förvärvades av cistercienserna, byggdes om på 1200-talet (med undantag för de ursprungliga ytterväggarna och valven) i gotisk stil. Giorgio Vasari nämner en "Master Buono" som arkitekt för den nya byggnaden. Han skriver också att högaltaret hade en Jungfrukröning av Agnolo Gaddi, och Cappella Maggiore innehöll fresker av Spinello Aretino med Berättelser om Jungfrun och Sankt Antonius Abbot, av vilka idag bara ett fragment finns kvar.
Under 1400-talet försämrades kyrkans ekonomi och 1514 beskriver Giulio de' Medici den som förfallande, och året därpå gav påven den till Florens katedral. År 1521 gick den till karmeliterna från Mantua. I början av 1600-talet restaurerades interiören av Gherardo Silvani, kanske efter ett projekt av Bernardo Buontalenti.

## Beskrivning
Exteriören är ganska odekorerad, med stenväggar och portalerna överbyggda med tympanon. Klocktornet, även om det är reducerat i höjd, finns kvar från den romanska byggnaden. Den har ett romerskt huvud inbäddat i väggarna, populärt känt som Berta.

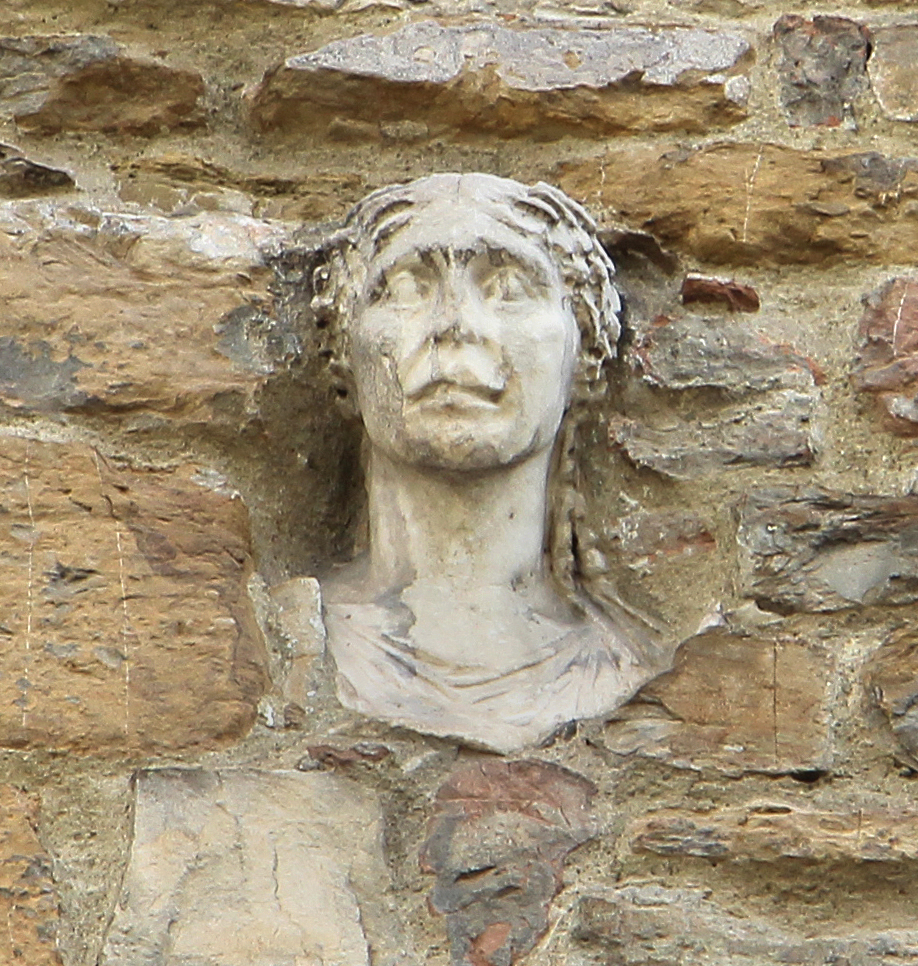
La Berta.

Interiören är enkel med tre sidoskepp, kölbågar och kryssribbvalv. Bland konstverk i kyrkan finns fresker av Bernardino Poccetti (Historier om St. Zenobius i valvet), en födelsebok av Matteo Rosselli, och ovanför altaret i det vänstra korsarmskapellet, en polykrom reliefpanel med stuckatur, Madonna del Carmelo, som länge tillskrivits den 1200-talskonstnären, Coppo di Marcovaldo. En nyligen genomförd restaurering har fått forskare att ifrågasätta denna tillskrivning och ange ett tidigare 1100-talsdatum för panelen. I samma kapell finns Brunetto Latinis grav, upptäckt 1751, och en sarkofag som tillskrivs Tino di Camaino (tidigt 1300-tal).
Andra konstverk som en gång funnits i kyrkan är Carnesecchi-triptyken, av Masolino da Panicale och Masaccio, samt Sankt Sebastians martyrskap och klagan över den döde Kristus med heliga av Botticelli.